# Museu de la Nina de Castell d'Aro
El Museu de la Nina de Castell d'Aro allotjava una col·lecció monogràfica de nines a la vila de Castell d'Aro. El Museu estava situat a la Nova Llar, entre el castell de Benedormiens i la plaça Lluís Companys, en ple nucli antic.
L'any 2016, amb l'excusa d'unes obres de remodelació, es va tancar el museu, i no va ser fins al 2022 que la web de l'ajuntament va eliminar l'anunci del museu, i va aclarir que mai no es tornaria a obrir.
Algunes de les nines vas ser tornades a la familia de les antigues propietàries, i d'altres es van malmetre tancades tants anys.

## Origen del museu
El museu va ser fundat l'any 1997, gràcies a la donació inicial de la col·lecció privada de la Sra. Josefina Teixidor, amb la idea de donar a conèixer la nina com un instrument més de cultura de la humanitat. La col·lecció inicial constava de 800 peces, però al llarg dels anys, i gràcies a les aportacions d'altres particulars, algunes ambaixades i cases comercials, la col·lecció ha anat augmentant.

## Descripció del museu
El museu es divideix en dues part. A la planta baixa hi ha nines d'arreu del món, fabricades a partir de materials molt diversos: roba, pell, llana, marfil, banya i closca vegetal. En aquest espai també hi trobem un seguit de nines fetes a mà, més concretament 254 nines de ganxet, elaborades per Isabel Muntada i donades al museu per la família Grau Muntada. A més, també es poden trobar peces creades exclusivament per a col·leccionistes de les marques Barbie i D'Antón.
A la primera planta s'hi poden observar un seguit de nines més antigues. La majoria daten del segle xix i de la primera meitat del segle xx. Aquesta part de la col·lecció, cedida per Neus Borrell, permet observar l'evolució de la nina i dels materials emprats per a la seva fabricació.